# Iron Beam
Iron Beam (קֶרֶן בַּרְזֶל, Keren Barzel) est un système  laser de défense antimissile en cours de développement par Rafael Advanced Defense Systems.Il est considéré comme l’un des systèmes de défense les plus puissants au monde.

## Historique
Dévoilé au Salon aéronautique de Singapour le 11 février 2014 et prévu alors pour entrer en service en 2015, ce système est conçu pour détruire des roquettes de courte portée, tirs d'artillerie et de mortiers trop petits pour l'Iron Dome. De plus, le système pourrait aussi intercepter des avions sans pilotes (drones).
Iron Beam vient s'ajouter aux quatre autres systèmes de défense antimissile israélien : Arrow 2, Arrow 3, Fronde de David et Iron Dome.
Il entre en service opérationnel en octobre 2020 sous le nom להב אור, « Lahav Or » (épée de lumière) au sein de la police aux frontières israélienne pour abattre des ballons incendiaires,,.
En avril 2022, Naftali Bennett annonce que les tests de l'Iron Beam avec une puissance de 100 kW se sont déroulés avec succès pour détruire un obus, un missile ou un drone de combat. L'entrée en service doit avoir lieu en 2023, mais pour l'analyste Seth Frantzman l'efficacité contre des drones à longue portée pourrait prendre plus de temps à mettre en place.
En mai 2025, Tsahal annonce que plusieurs drones du Hezbollah ont été abattus par une technologie laser. Il est ultérieurement révélé qu'il s'agit d'une version similaire mais différente du Iron Beam.

## Description
Iron Beam utilise un faisceau laser pour détruire un appareil ennemi dans un délai de 4 à 5 secondes. Il peut être utilisé seul ou bien être couplé à d'autres systèmes de défense antimissile. Le principal avantage de cette technologie par rapport aux missiles d'interception conventionnels est un coût faible, annoncé à 3,5 $ par tir, des « munitions » illimitées, des coûts opérationnels moindre, et peu de main-d'œuvre. Sur plus d'une centaine de tests, le dispositif a réussi à cibler des obus de mortier et d'artillerie, puis à engager et détruire de petits drones. Le niveau d'énergie du laser est lors de sa présentation de quelques « dizaines de kilowatts » et devrait augmenter jusqu'à une centaine de kilowatts. Le Iron Beam a été majoritairement financé par le ministère de la défense israélien. 
Iron Beam utilisera « un faisceau laser à haute énergie » pour détruire des cibles ennemies jusqu'à une distance de 7 kilomètres ,. Lors de son entrée en service, il abat des ballons à deux kilomètres.